# 福岡県道745号菅原豊城線
福岡県道745号菅原豊城線（ふくおかけんどう745ごう すがはらとよきせん）は、福岡県久留米市を通る一般県道である。

## 概要
旧浮羽郡田主丸町の北西部と中心部を結ぶ。起点近くに筑後川橋があり、久留米市北野町方面や三井郡大刀洗町方面と田主丸町中心部との間の利用が可能。

### 路線データ
- 起点：福岡県久留米市田主丸町菅原（福岡県道743号中尾大刀洗線交点）
- 終点：福岡県久留米市田主丸町豊城（国道210号交点）

## 地理

### 通過する自治体
- 久留米市

### 交差する道路
| 交差する道路              | 交差する場所   | 交差する場所 |
| ------------------------- | -------------- | ------------ |
| 福岡県道743号中尾大刀洗線 | 田主丸町菅原   | 起点         |
| 福岡県道746号竹野志塚島線 | 田主丸町志塚島 |              |
| 国道210号                 | 田主丸町豊城   | 終点         |

### 沿線
- 筑後川（筑後川橋）
- 片の瀬公園
- 雲雀川